# Philates grammicus
Philates grammicus là một loài nhện trong họ Salticidae.
Loài này thuộc chi Philates. Philates grammicus được Eugène Simon miêu tả năm 1900.